# بابیا
بابیا (به صربی: Bobija) یک کوه در صربستان است که در Western Serbia واقع شده‌است. بابیا ۱٬۲۷۲ متر بالاتر از سطح دریا واقع شده‌است.